# Santos (Familienname)
Santos (port. „Heilige“) oder dos Santos („der Heiligen“) ist ein spanischer und portugiesischer Familienname mit der Bedeutung „kleiner Heiliger“.

## Namensträger

### A
- A. B. C. DosSantos, vincentischer Politiker
- Abrão dos Santos, osttimoresischer Diplomat und Beamter
- Abel dos Santos, (* 1974), osttimoresischer Politiker
- Adailton da Silva Santos (* 1979), brasilianischer Fußballspieler
- Adaílton José dos Santos Filho (* 1983), brasilianischer Fußballspieler
- Adelly Santos (* 1987), brasilianische Leichtathletin
- Ademir Santos (* 1968), japanischer Fußballspieler
- Santos (Fußballspieler) (vollständiger Name Aderbar Melo dos Santos Neto; * 1990), brasilianischer Fußballspieler
- Aderlan Santos (* 1989), brasilianischer Fußballspieler
- Adriana Santos (* 1971), brasilianische Basketballspielerin und -trainerin
- Affonso José Santos (* 1940), brasilianischer Diplomat
- Aggro Santos (* 1988), britischer Rapper
- Aída dos Santos (* 1937), brasilianische Leichtathletin
- Aílton dos Santos Ferraz (* 1966), brasilianischer Fußballspieler, siehe Aílton Ferraz
- Airton José dos Santos (* 1956), brasilianischer Geistlicher, Erzbischof von Mariana
- Aírton Batista dos Santos (1942–1996), brasilianischer Fußballspieler
- Aírton Graciliano dos Santos (* 1974), brasilianischer Fußballspieler
- Airton Ribeiro Santos (* 1990), brasilianischer Fußballspieler
- Al Santos (* 1976), US-amerikanischer Schauspieler
- Alan Santos da Silva (* 1991), brasilianischer Fußballspieler
- Alberto Santos Dumont (1873–1932), brasilianischer Luftschiffer
- Alberto G. Santos (* 1965), US-amerikanischer Politiker
- Alberto Seixas Santos (1936–2016), portugiesischer Filmregisseur
- Aldemiro Sena dos Santos (* 1964), brasilianischer Geistlicher, Bischof von Guarabira
- Alef dos Santos Saldanha (* 1995), brasilianischer Fußballspieler
- Alef Vieira Santos (* 1993), brasilianischer Fußballspieler
- Alegre dos Santos (* um 1940), portugiesischer Badmintonspieler
- Alejandro Santos (* 2003), Fußballspieler der Britischen Jungferninseln
- Alessandra Santos de Oliveira (Alessandra, * 1973), brasilianische Basketballspielerin
- Alessandro Santos (* 1977), japanischer Fußballspieler, siehe Alex (Fußballspieler, Juli 1977)
- Alex Santos (Musiker) (Alex S; * 1975), portugiesischer Musiker, DJ und Produzent
- Alex dos Santos Gonçalves (Alex; * 1990), brasilianischer Fußballspieler
- Alex Antônio de Melo Santos (* 1983), brasilianischer Fußballspieler
- Alex Costa dos Santos (* 1989), brasilianischer Fußballspieler
- Alex Flávio Santos Luz (Alex; * 1993), brasilianischer Fußballspieler
- Alex Teixeira Santos (* 1990), brasilianischer Fußballspieler, siehe Alex Teixeira
- Alexandr Hilário Takeda Sakai dos Santos Fier (* 1988), brasilianischer Schachspieler, siehe Alexandr Fier
- Alexandre José Maria dos Santos (1924–2021), mosambikanischer Geistlicher, Erzbischof von Maputo
- Alexandre Soares dos Santos (1935–2019), portugiesischer Unternehmer
- Alfredo De los Santos (* 1956), uruguayischer Fußballspieler
- Alfredo de los Santos (Radsportler) (* 1969), US-amerikanischer Para-Radsportler
- Aline dos Santos (* 1985), brasilianische Sprinterin
- Aline Silva dos Santos (Aline; * 1981), brasilianische Handballspielerin
- Alison dos Santos (* 2000), brasilianischer Hürdenläufer
- Allyson Aires dos Santos (Allyson; * 1990), brasilianischer Fußballspieler
- Almeida Santos (Schauspieler), Schauspieler und Produzent
- Almir dos Santos (* 1993), brasilianischer Leichtathlet
- Álvaro Santos (* 1980), brasilianischer Fußballspieler
- Álvaro Santos Pereira (* 1972), portugiesischer Ökonom, Politiker und Journalist
- Amarildo de Jesus Santos (* 1986), brasilianischer Fußballspieler
- Ana Santos (Badminton), portugiesische Badmintonspielerin
- Ana Santos (Boxerin), brasilianische Boxerin
- Ana Santos (Ruderin) (* 1989), portugiesische Ruderin
- Ana Filipa Santos (* 1996), portugiesische Tennisspielerin
- Ana Paula dos Santos (* 1963), angolanische First Lady
- Anderson dos Santos (Fußballspieler, 1977) (* 1977), brasilianischer Fußballspieler
- Anderson dos Santos (Fußballspieler, 1985) (Kanú; * 1985), brasilianischer Fußballspieler
- Anderson dos Santos Gomes (* 1998), brasilianischer Fußballspieler
- André Santos (André Clarindo dos Santos; * 1983), brasilianischer Fußballspieler
- André Santos (Regisseur), portugiesischer Filmregisseur und Drehbuchautor
- André Alves dos Santos (André Alves; * 1983), brasilianischer Fußballspieler
- André Bernardes Santos (André Filipe Bernardes Santos; * 1989), portugiesischer Fußballspieler
- André Ricardo de Oliveira Santos (* 1989), brasilianischer Fußballspieler, siehe Andrezinho (Fußballspieler, 1989)
- Andrevaldo de Jesus Santos (* 1992), brasilianischer Fußballspieler
- Andrey Santos (* 2004), brasilianischer Fußballspieler
- Andrey Gustavo dos Santos (* 1974), brasilianischer Fußballspieler
- Ángeles Santos Torroella (1911–2013), katalanische Malerin
- Antonia Santos (1782–1819), kolumbianische Unabhängigkeitskämpferin
- António Santos (Schauspieler), Schauspieler
- António dos Santos (Bischof) (1932–2018), portugiesischer Geistlicher, Bischof von Guarda
- António dos Santos (Politiker) (* 1960), osttimoresischer Politiker
- António Santos (Leichtathlet) (* 1964), angolanischer Leichtathlet
- António dos Santos (Fußballspieler) (* 1979), brasilianischer Fußballspieler
- Antonio Santos (Baseballspieler) (* 1996), dominikanischer Baseballspieler
- Antônio dos Santos Cabral (1884–1967), brasilianischer Geistlicher, Erzbischof von Belo Horizonte
- António dos Santos Ramalho Eanes (* 1935), portugiesischer Politiker, Präsident 1976 bis 1986, siehe António Ramalho Eanes
- António dos Santos Rocha (1853–1910), portugiesischer Archäologe
- António de Almeida Santos (1926–2016), portugiesischer Jurist und Politiker (PS)
- António Augusto dos Santos Marto (* 1947), portugiesischer Geistlicher, Bischof von Leiria-Fátima, siehe António Marto
- Antônio Carlos Santos (* 1964), brasilianischer Fußballspieler
- Antônio Carlos Cruz Santos (* 1961), brasilianischer Ordensgeistlicher, Bischof von Petrolina
- Antônio Carlos dos Santos Aguiar (* 1983), brasilianischer Fußballspieler
- Antonio Carlos Viana Santos (1942–2011), brasilianischer Richter
- Antônio Bento dos Santos (* 1971), brasilianischer Fußballspieler
- Antônio Dias dos Santos (1948–1999), brasilianischer Fußballspieler
- António Eduardo Pereira dos Santos (* 1984), brasilianischer Fußballspieler
- António Francisco dos Santos (1948–2017), portugiesischer Geistlicher, Bischof von Porto
- Antonio Ildefonso dos Santos Silva (1893–1958), portugiesischer Ordensgeistlicher, Bischof von Silva Porto
- Antônio José dos Santos (1872–1956), brasilianischer Ordensgeistlicher, Bischof von Assis
- António Luciano dos Santos Costa (* 1952), portugiesischer Geistlicher, Bischof von Viseu
- Antônio Lima dos Santos (Lima: 1942–2025), brasilianischer Fußballspieler
- Argentina Santos (1924–2019), portugiesische Fadosängerin
- Arlindo dos Santos (* 1940), brasilianischer Fußballspieler
- Armanda Berta dos Santos, osttimoresische Politikerin
- Armandina Maria Gusmão dos Santos (* 1956), osttimoresische Politikerin und Diplomatin
- Armando dos Santos (1911–1972), brasilianischer Fußballspieler
- Armando Amaral Dos Santos (1929–1973), angolanischer Geistlicher, Bischof von Benguela
- Arnaud dos Santos (* 1945), französischer Fußballspieler und -trainer
- Ary dos Santos (1937–1984), portugiesischer Dichter
- Ash Santos (Ashley Marie Santos; * 1993), US-amerikanische Schauspielerin
- Augusto Santos Silva (* 1956), portugiesischer Politiker (PS), Sozialwissenschaftler und Hochschullehrer

### B
- Bárbara Santos (Regisseurin) (* 1963), brasilianische Filmregisseurin und Drehbuchautorin
- Bárbara Santos (Fußballspielerin, 1994) (* 1994), portugiesische Fußballspielerin
- Bárbara Santos (Fußballspielerin, 1999) (* 1999), brasilianische Fußballspielerin
- Bárbara Santos (Zoologin), portugiesische Zoologin
- Bartolome Gaspar Santos (* 1967), philippinischer Geistlicher, Bischof von Iba
- Benedict dos Santos (* 1998), deutscher Fußballspieler
- Benedito Gonçalves dos Santos (* 1958), brasilianischer Geistlicher, Bischof von Presidente Prudente
- Benevenuto Cabo Daciolo Fonseca dos Santos (* 1979), brasilianischer Politiker, siehe Cabo Daciolo
- Bianca A. Santos (* 1990), US-amerikanische Schauspielerin
- Bianca Amaro dos Santos (* 1991), brasilianische Hürdenläuferin
- Boaventura de Sousa Santos (* 1940), portugiesischer Soziologe
- Bruno Santos (* 1983), brasilianischer Fußballspieler
- Bruno Barbosa dos Santos (* 1979), brasilianisches Supermodel, Umweltaktivist und Geschäftsmann
- Bruno Alexandre dos Santos Patacas (* 1977), portugiesischer Fußballspieler

### C
- Caetano Antônio Lima dos Santos (1916–2014), brasilianischer Geistlicher, Bischof von Ilhéus
- Caio César Alves dos Santos (* 1986), brasilianischer Fußballspieler, siehe Caio (Fußballspieler)
- Caio Henrique Rodrigues dos Santos (* 1993), brasilianischer Fußballspieler
- Cairo Santos (* 1991), brasilianischer American-Football-Spieler
- Calisto dos Santos (* 1959), osttimoresischer Freiheitskämpfer und Offizier
- Care Santos (* 1970), spanische Autorin
- Carles Santos Ventura (1940–2017), spanischer Komponist
- Carlos Santos (Schauspieler, 1937) (1937–2016), portugiesischer Schauspieler
- Carlos Santos (Bogenschütze) (* 1940), philippinischer Bogenschütze
- Carlos Santos (Boxer) (* 1955), puerto-ricanischer Boxer
- Carlos Santos (Radsportler) (* 1958), portugiesischer Radsportler
- Carlos dos Santos (Diplomat) (* 1961), mosambikanischer Diplomat
- Carlos Santos (Kameramann), portugiesischer Kameramann
- Carlos dos Santos (Leichtathlet, 1961) (* 1961), brasilianischer Hürdenläufer
- Carlos Santos (Musiker), portugiesischer Musiker
- Carlos Santos (Rollstuhltennisspieler) (* 1970), brasilianischer Rollstuhltennisspieler
- Carlos dos Santos (Leichtathlet, 1980) (* 1980), brasilianischer Mittel- und Langstreckenläufer
- Carlos Santos (Schauspieler, 1986) (* 1986), puerto-ricanisch-amerikanischer Schauspieler
- Carlos Santos (Leichtathlet) (* 2000), salvadorianisch-US-amerikanischer Leichtathlet
- Carlos Santos de Jesus (* 1985), brasilianisch-kroatischer Fußballspieler
- Carlos Alberto dos Santos (* 1955), brasilianischer Geistlicher, Bischof von Itabuna
- Carlos Alberto Souza dos Santos (* 1960), brasilianischer Fußballspieler
- Carlos Augusto Rego Santos-Neves (* 1944), brasilianischer Diplomat
- Carlos César dos Santos (* 1980), brasilianischer Fußballspieler, siehe Césinha
- Carlos Eduardo Santos Oliveira (Eduardo; * 1986), brasilianischer Fußballspieler
- Carlos Eduardo Antônio dos Santos (* 1996), brasilianischer Fußballspieler, siehe Kadu (Fußballspieler, 1996)
- Carlos Henrique dos Santos (Radsportler) (* 1994), brasilianischer Radsportler
- Carlos Henrique dos Santos Costa (Lula; * 1992), brasilianischer Fußballspieler
- Carlos Henrique dos Santos Souza (Henrique; * 1983), brasilianischer Fußballspieler
- Carlos Manuel Correia dos Santos (* 1958), portugiesischer Fußballspieler, siehe Carlos Manuel
- Carlos de Oliveira Santos (* 1990), brasilianischer Mittelstreckenläufer
- Carlos Ruiter de Oliveira Santos (* 1943), brasilianischer Fußballspieler
- Carlos Vinícius Santos de Jesús (* 1994), brasilianischer Fußballspieler, siehe Carlinhos (Fußballspieler, Juni 1994)
- Catarina dos Santos-Wintz (* 1994), deutsche Politikerin (CDU)
- Cecilio de los Santos (* 1965), uruguayischer Fußballspieler
- Cedelizia Faria dos Santos (* 1975), osttimoresische Beamtin
- Célio Guilherme da Silva Santos (* 1988), brasilianischer Fußballspieler
- Christian Santos (* 1988), deutsch-venezolanischer Fußballspieler
- Chú Santos (* 1990), brasilianische Fußballspielerin
- Cícero Santos (* 1984), brasilianischer Fußballspieler
- Claiton Machado dos Santos (* 1984), brasilianischer Fußballspieler
- Clarismario Santos (Clarismario Santos Rodrigues, * 2001), brasilianischer Fußballspieler
- Cláudio Batista dos Santos (* 1967), brasilianischer Fußballspieler
- Cláudio Rafael do Nascimento Santos (* 1993), brasilianischer Fußballspieler
- Cleberson Souza Santos (* 1978), brasilianischer Fußballspieler
- Clésio Moreira dos Santos (* 1958), brasilianischer Fußballschiedsrichter
- Cristiane Santos (* 1985), brasilianische Kampfsportlerin, siehe Cristiane Justino
- Cristiano dos Santos Rodrigues (* 1981), brasilianischer Fußballspieler

### D
- Dabney dos Santos (* 1996), niederländischer Fußballspieler
- Daniel Santos (Musiker) (1916–1992), puerto-ricanischer Sänger und Komponist
- Daniel Santos (Boxer) (* 1975), puerto-ricanischer Boxer
- Daniel João Santos Candeias (* 1988), portugiesischer Fußballspieler, siehe Daniel Candeias
- Daniel Lima dos Santos Daio, Politiker aus São Tomé und Príncipe
- Daniela dé Santos (* 1967), deutsche Musikerin, siehe Daniela und Dirk
- Darcy Silveira dos Santos (* 1936), brasilianischer Fußballspieler
- Dario José dos Santos (* 1946), brasilianischer Fußballspieler
- Davi Santos (* 1990), brasilianischer Schauspieler
- Delvis Santos (* 1999), portugiesischer Sprinter
- Denni Rocha dos Santos (* 1983), brasilianischer Fußballspieler
- Deolindo dos Santos, osttimoresischer Jurist
- Djalma Santos (1929–2013), brasilianischer Fußballspieler
- Domilson Cordeiro dos Santos (* 1998), brasilianischer Fußballspieler, siehe Dodô (Fußballspieler, 1998)
- Domingas dos Santos (* 1959), osttimoresische Politikerin (PLP)
- Domingos Santos (Politiker), brasilianischer Politiker
- Domingos Santos (Regionalwissenschaftler) (* 1960), portugiesischer Regionalwissenschaftler
- Domingos Nascimento dos Santos Filho (* 1985), brasilianischer Fußballspieler
- Domingos Sávio dos Santos (* 1998), osttimoresischer Mittelstreckenläufer
- Douglas dos Santos (* 1982), brasilianischer Fußballspieler
- Douglas Santos (Douglas dos Santos Justino de Melo; * 1994), brasilianischer Fußballspieler
- Duarte Santos (* 1981), portugiesischer Handballschiedsrichter

### E
- Edinaldo Batista dos Santos (* 1987), brasilianischer Fußballspieler
- Edmar Bernardes dos Santos (* 1960), brasilianischer Fußballspieler
- Edmilson Tadeu Canavarros dos Santos (* 1967), brasilianischer Ordensgeistlicher, Prälat von Itacoatiara
- Edson José Oriolo dos Santos (* 1964), brasilianischer Geistlicher, Bischof von Leopoldina
- Eduarda Santos Lisboa (* 1998), brasilianische Beachvolleyballspielerin
- Eduardo Santos (1888–1974), kolumbianischer Journalist, Herausgeber und Politiker, Präsident 1938 bis 1942
- Eduardo Dos Santos Haesler (* 1999), deutsch-brasilianischer Fußballtorhüter
- Eduardo dos Santos (Diplomat) (* 1952), brasilianischer Jurist, Politiker und Diplomat
- Eduardo Antônio dos Santos (* 1967), brasilianischer Fußballspieler
- Eduardo Ribeiro dos Santos (* 1980), brasilianischer Fußballspieler
- Eduardo Vieira dos Santos (* 1965), brasilianischer Geistlicher, Bischof von Ourinhos
- Eldino Rodrigues dos Santos, osttimoresischer Politiker
- Elenita Santos (* 1933), dominikanische Sängerin
- Eliseu Pereira dos Santos (* 1983), portugiesischer Fußballspieler, siehe Eliseu (Fußballspieler, 1983)
- Elison Fagundes dos Santos (* 1987), brasilianischer Fußballspieler
- Elsa Santos (* 2007), spanische Fußballspielerin
- Elvin Santos (Elvin Ernesto Santos Ordóñez; * 1963), honduranischer Politiker
- Emerson dos Santos da Luz (Gabei; * 1982), portugiesisch-kapverdischer Fußballspieler
- Emerson Brito dos Santos (* 1991), brasilianischer Fußballspieler
- Emerson Palmieri dos Santos (* 1994), brasilianischer Fußballspieler, siehe Emerson (Fußballspieler, 1994)
- Emerson Raymundo Santos (* 1995), brasilianischer Fußballspieler
- Emília dos Santos Braga (1867–1949), portugiesische Malerin
- Emilio de los Santos (1903–1986), dominikanischer Politiker, Staatspräsident 1963
- Enrique Santos Discépolo (1901–1951), argentinischer Komponist
- Enrique Almaraz y Santos (1847–1922), spanischer Geistlicher, Erzbischof von Sevilla
- Epifanio de los Santos (1871–1928), philippinischer Jurist
- Érika Cristiano dos Santos (* 1988), brasilianische Fußballspielerin
- Ernesto Joaquim Maria dos Santos (1889–1974), brasilianischer Volksmusiker, siehe Donga (Musiker)
- Ester Aparecida dos Santos (* 1982), brasilianische Fußballspielerin
- Ethan Santos (* 1998), gibraltarischer Fußballspieler
- Eurico Santos (Naturforscher) (1883–1968), brasilianischer Naturforscher
- Eurico Santos (Fußballspieler) (Manuel Eurico Gonçalves dos Santos; * 1967), portugiesischer Fußballspieler
- Eurico dos Santos Veloso (1933–2023), brasilianischer Geistlicher, Erzbischof von Juiz de Fora
- Evaldo Carvalho dos Santos (* 1969), brasilianischer Ordensgeistlicher, Bischof von Viana
- Evelyn dos Santos (* 1985), brasilianische Sprinterin
- Everton Kempes dos Santos Gonçalves (1982–2016), brasilianischer Fußballspieler
- Éverton Leandro dos Santos Pinto (* 1986), brasilianischer Fußballspieler

### F
- Fabiane dos Santos (* 1976), brasilianische Leichtathletin
- Fabinho Santos (* 1973), brasilianischer Fußballspieler
- Fábio Santos (Fábio Santos Romeu; * 1985), brasilianischer Fußballspieler
- Fabio dos Santos Barbosa (* 1980), brasilianischer Fußballspieler
- Fabio Mamerto Rivas Santos (1932–2018), dominikanischer Ordensgeistlicher, Bischof von Barahona
- Fabricio Santos (Fußballspieler) (* 1993), uruguayischer Fußballspieler
- Fabrício R. Santos (Fabrício Rodrigues dos Santos), brasilianischer Zoologe
- Faustino dos Santos (1957–2020), osttimoresischer Politiker
- Fausto dos Santos (1905–1939), brasilianischer Fußballspieler
- Felipe dos Santos (* 1994), brasilianischer Zehnkämpfer
- Felipe Azevedo dos Santos (* 1987), brasilianischer Fußballspieler
- Felipe Bardi dos Santos (* 1998), brasilianischer Sprinter, siehe Felipe Bardi
- Fernando Santos (Schauspieler, 1923) (Fernando Santos López; 1923–1993), spanischer Schauspieler
- Fernando Santos (Fußballtrainer) (Fernando Manuel Costa Santos; * 1954), portugiesischer Fußballspieler und -trainer
- Fernando Santos (Schauspieler, II), portugiesischer Schauspieler
- Fernando Santos (Fußballspieler, 1980) (* 1980), brasilianischer Fußballspieler
- Fernando Santos (Schwimmer) (* 1988), brasilianischer Schwimmer
- Fernando Santos Costa (1899–1982), portugiesischer Offizier und Politiker
- Fernando Barbosa dos Santos (* 1967), brasilianischer Ordensgeistlicher, Bischof von Palmares
- Fernando Gomes dos Santos (1910–1985), brasilianischer Geistlicher, Erzbischof von Goiânia
- Fernando da Piedade Dias dos Santos (* 1952), angolanischer Politiker
- Flávio dos Santos (1930–1993), brasilianischer Fußballspieler
- Flavio Santos (Radsportler) (* 1980), brasilianischer Radrennfahrer
- Flavio dos Santos Dias (* 1995), kapverdischer Fußballspieler
- Francileudo Silva dos Santos (* 1979), brasilianisch-tunesischer Fußballspieler
- Francisca Celsa dos Santos (1904–2021), brasilianische Supercentenarian
- Francisco Santos (Regisseur) (1873–1937), portugiesischer Filmregisseur und -produzent
- Francisco Santos (Künstler) (* 1962), angolanisch-portugiesischer Künstler und Schwimmer
- Francisco Santos (Mathematiker) (* 1968), spanischer Mathematiker
- Francisco Santos (Schwimmer) (Francisco Rogério Santos; * 1998), portugiesischer Schwimmer
- Francisco Santos Calderón (* 1961), kolumbianischer Politiker
- Francisco de Assis Gabriel dos Santos (* 1968), brasilianischer Ordensgeistlicher, Bischof von Cajazeiras
- Francisco Sousa dos Santos (* 1989), brasilianischer Fußballspieler, siehe Chiquinho (Fußballspieler, 1989)
- Frederico Rodrigues Santos (* 1993), brasilianischer Fußballspieler, siehe Fred (Fußballspieler, 1993)
- Freteliano dos Santos (Freteliano de Jesus dos Santos, * 2004), osttimoresischer Fußballspieler

### G
- Gabriel dos Santos Magalhães (* 1997), brasilianischer Fußballspieler, siehe Gabriel (Fußballspieler, 1997)
- Gabriele dos Santos (* 1995), brasilianische Leichtathletin
- Gastón de los Santos (* 1982), uruguayischer Fußballspieler
- Genilson da Rocha Santos (* 1971), brasilianischer Fußballspieler
- George Santos (* 1988), US-amerikanischer Politiker und Hochstapler
- Geraldo Francisco dos Santos (1962–2021), brasilianischer Fußballspieler
- Gerson Santos da Silva (* 1997), brasilianischer Fußballspieler, siehe Gerson (Fußballspieler, 1997)
- Getterson Alves dos Santos, kurz Getterson, (* 1991), brasilianischer Fußballspieler
- Gil Santos (1938–2018), US-amerikanischer Radiomoderator
- Gilberto dos Santos (Fußballspieler) (* 1975), libanesisch-brasilianischer Fußballspieler
- Gilberto dos Santos (Schiedsrichter) (* 1982), guinea-bissauischer Fußballschiedsrichter
- Gilberto Galdino dos Santos (* 1976), brasilianischer Fußballspieler
- Gilman Exposto dos Santos (1956–2019), osttimoresischer Politiker
- Gilson César Santos Alves (* 1990), brasilianischer Fußballspieler
- Giovana Perpetuo dos Santos Floriano (* 1987), brasilianische Fußballspielerin
- Giovani dos Santos (* 1989), mexikanischer Fußballspieler
- Giovanni Aparecido Adriano dos Santos (* 1987), brasilianischer Fußballspieler
- Gonzalo de los Santos (* 1976), uruguayischer Fußballspieler
- Graziela Paulino dos Santos, brasilianische Bogenschützin
- Guilherme dos Santos (Bupati) (* 1939), osttimoresisch-indonesischer Politiker, Regierungspräsident von Bobonaro
- Guilherme dos Santos (Unabhängigkeitskämpfer) (Kampfname Lere; 1954–1975), osttimoresischer Unabhängigkeitskämpfer
- Guilherme dos Santos (Radsportler) (Issano Guilherme dos Santos; * 1992), brasilianischer Radsportler
- Guillermo De los Santos (* 1992), uruguayischer Fußballspieler
- Gustavo Santos (* 1996), brasilianischer Fußballspieler
- Gustavo Almeida dos Santos (* 1996), brasilianischer Fußballspieler

### H
- Héctor Santos (Fußballspieler) (1944–2019), uruguayischer Fußballspieler
- Héctor Santos (Leichtathlet) (* 1998), spanischer Leichtathlet
- Hegeile Almeida dos Santos (* 1995), brasilianische Beachvolleyballspielerin
- Helena Margarida dos Santos Costa (* 1978), portugiesisch Fußballspielerin und -trainerin, siehe Helena Costa
- Hélio Pereira dos Santos (* 1967), brasilianischer Geistlicher, Bischof von Serrinha
- Henágio Figueiredo dos Santos (1961–2015), brasilianischer Fußballspieler
- Henrique Santos (Leichtathlet) (Henrique Silva Santos; 1908–1991), brasilianischer Langstrecken- und Hindernisläufer
- Henrique Santos (Fußballspieler, 1990) (* 1990), brasilianischer Fußballspieler
- Henrique Loureiro dos Santos (* 1986), brasilianischer Fußballspieler
- Hocket de los Santos (* 2002), philippischer Stabhochspringer
- Horacio Abadie Santos (1886–1936), uruguayischer Politiker
- Humberto dos Santos Leitão (1885–1974), portugiesischer Offizier und Kolonialverwalter

### I
- Igor Julio dos Santos de Paulo (* 1998), brasilianischer Fußballspieler
- Ildo Augusto Dos Santos Lopes Fortes (* 1964), kapverdischer Priester, Bischof von Mindelo
- Isabel Santos (* 1968), portugiesische Politikerin (PS), MdEP
- Isabel dos Santos (* 1973), angolanische Investorin
- Itaro Santos (* 1985), brasilianisch-deutscher Snookerspieler

### J
- Jádson Alves dos Santos (Jádson; * 1993), brasilianischer Fußballspieler, siehe Jádson Alves
- Jailson Marcelino dos Santos (* 1981), brasilianischer Fußballtorhüter
- Jair Santos (* 1985), brasilianischer Radrennfahrer
- Jandson dos Santos (* 1986), brasilianischer Fußballspieler
- Janeth dos Santos Arcain (Janeth; * 1969), brasilianische Basketballspielerin, siehe Janeth Arcain
- Javier Santos (* 1978), puerto-ricanischer Fußballschiedsrichter
- Jefferson Santos (Leichtathlet) (Jefferson de Carvalho dos Santos; * 1995), brasilianischer Zehnkämpfer
- Jefferson Santos Pereira (* 1989), brasilianisch-katarischer Beachvolleyballspieler
- Jefferson Cardoso dos Santos (* 1986), brasilianischer Fußballspieler
- Jerson Dos Santos (* 1983), mosambikanischer Fußballschiedsrichterassistent
- Jimmy Santos, uruguayischer Musiker
- João dos Santos (Missionar) (um 1560–1622), portugiesischer Ordensgeistlicher, Missionar und Autor
- João dos Santos (Fußballspieler) (1909–??), portugiesischer Fußballspieler
- João dos Santos (Leichtathlet), brasilianischer Leichtathlet
- João Santos (Fußballtrainer) (João Eduardo Barbosa Mendes Santos; * 1954), portugiesischer Fußballtrainer
- João dos Santos (Freiheitskämpfer, I), osttimoresischer Freiheitskämpfer
- João dos Santos (Santos), osttimoresischer Freiheitskämpfer
- João dos Santos (Mau Siki), osttimoresischer Freiheitskämpfer
- João Santos (Schwimmer) (João Mendes Dos Santos; * 1964), portugiesischer Schwimmer
- João Santos (Schiedsrichter) (João Ferreira Dos Santos; * 1968), portugiesischer Fußballschiedsrichter
- João Santos (Basketballspieler) (João Pedro Gomes Santos; * 1979), portugiesischer Basketballspieler
- João dos Santos Albasini (1876–1922), mosambikanischer Journalist und Menschenrechtsaktivist
- João Santos Cardoso (* 1961), brasilianischer Geistlicher, Erzbischof von Natal
- João Dos Santos Ferreira (* 1966), brasilianischer Fußballspieler
- João Alves dos Santos (1956–2015), brasilianischer Geistlicher, Bischof von Paranaguá
- João Antônio dos Santos (1818–1905), brasilianischer Geistlicher, Bischof von Diamantina
- João Bosco dos Santos, osttimoresischer Beamter
- João Carlos dos Santos (* 1972), brasilianischer Fußballspieler, siehe João Carlos (Fußballspieler, 1972)
- João Ernesto dos Santos (* 1954), angolanischer Politiker und General
- João Justino Amaral dos Santos (1954–2024), brasilianischer Fußballspieler
- João Natailton Ramos dos Santos (* 1988), brasilianischer Fußballspieler, siehe Joãozinho (Fußballspieler, 1988)
- João Rodrigo Silva Santos (1977–2013), brasilianischer Fußballspieler
- João Victor Santos Sá (* 1994), brasilianischer Fußballspieler, siehe João Victor (Fußballspieler, 1994)
- Joaquim dos Santos (* 1961), osttimoresischer Politiker
- Joaquim Sousa Santos (1953–2012), portugiesischer Radrennfahrer
- Joe Santos (1931–2016), US-amerikanischer Schauspieler
- Joel dos Santos (Leichtathlet) (* 2000), argentinischer Leichtathlet
- Joel Maria dos Santos (* 1966), brasilianischer Geistlicher, Weihbischof in Belo Horizonte
- Joel Rufino dos Santos (1941–2015), brasilianischer Historiker, Schriftsteller und Menschenrechtler
- Joelinton Lima Santos (* 1993), brasilianischer Fußballspieler
- Jonathan dos Santos (* 1990), mexikanischer Fußballspieler
- Jonathan de los Santos (* 1993), uruguayischer Fußballspieler
- Jorge Santos (Badminton) (* um 1965), portugiesischer Badmintonspieler
- Jorge Elias dos Santos (* 1991), brasilianischer Fußballspieler
- Jorge José Emiliano dos Santos (1954–1995), brasilianischer Fußballschiedsrichter
- José Santos Chocano (1867–1934), peruanischer Dichter und Sänger
- José Santos León (* 1961), chilenischer Jockey
- José Santos Zelaya (1853–1919), nicaraguanischer Politiker, Staatspräsident 1893 bis 1910
- José dos Santos (* 1945), portugiesischer Fußballschiedsrichter
- José dos Santos Bucar, osttimoresischer Bandenführer und Politiker
- José dos Santos Lopes (genannt Zeca Lopes; 1910–1996), brasilianischer Fußballspieler
- José dos Santos Marcos (* 1949), portugiesischer Geistlicher, Bischof von Beja
- José Abad Santos (Richter) (1886–1942), philippinischer Richter
- José Antonio Olvera de los Santos (* 1986), mexikanischer Fußballspieler
- José Carlos dos Santos (1951–2002), brasilianischer Geistlicher, Weihbischof in Luziânia
- José Domingues dos Santos (1885–1958), portugiesischer Politiker
- José Eduardo dos Santos (1942–2022), angolanischer Politiker, Staatspräsident 1979 bis 2017
- José Filomeno dos Santos (* 1978), angolanischer Geschäftsmann
- José Francisco Moreira dos Santos (1928–2023), portugiesischer Geistlicher, Bischof von Uije
- José Ilson dos Santos (* 1975), brasilianischer Fußballspieler
- José Jadílson dos Santos Silva (* 1977), brasilianischer Fußballspieler
- José Manuel Santos Ascarza (1916–2007), chilenischer Geistlicher, Bischof von Concepción
- José Maria Fidélis dos Santos (1944–2012), brasilianischer Fußballspieler und -trainer
- José Pedro Santos (* 1976), brasilianischer Fußballspieler
- José Rodrigues dos Santos (* 1964), portugiesischer Autor
- José Valdeci Santos Mendes (* 1961), brasilianischer Geistlicher, Bischof von Brejo
- Juan de los Santos (1970–2015), dominikanischer Politiker
- Juan Santos Atahualpa (um 1710–1755/1756), Führer eines Indianeraufstands
- Juan Manuel Santos (* 1951), kolumbianischer Politiker, Präsident 2010 bis 2018
- Juan Silveira dos Santos (* 1979), brasilianischer Fußballspieler, siehe Juan (Fußballspieler, 1979)
- Juander Santos (* 1995), dominikanischer Leichtathlet
- Juma Santos (1947–2007), US-amerikanischer Perkussionist
- Julia dos Santos (* 1996), Schweizer Unihockeyspielerin
- Juliana Paula dos Santos (* 1983), brasilianische Leichtathletin
- Julio dos Santos (* 1983), paraguayischer Fußballspieler
- Junior dos Santos (Júnior dos Santos Almeida; * 1984), brasilianischer Kampfsportler
- Júnior Santos (Fußballspieler, 1985) (Natanael de Sousa Santos Júnior; * 1985), brasilianischer Fußballspieler
- Júnior Santos (Fußballspieler, 1994) (José Antonio dos Santos Júnior; * 1994), brasilianischer Fußballspieler

### K
- Katherine Kay Santos (* 1990), philippinische Leichtathletin
- Kauã Santos (* 2003), brasilianischer Fußballspieler
- Kelly Santos (* 1979), brasilianische Basketballspielerin
- Kimberley Santos (* 1961), US-amerikanische Schönheitskönigin
- Kristen Santos-Griswold (* 1994), US-amerikanische Shorttrackerin

### L
- Laurent Dos Santos (* 1993), französischer Fußballspieler
- Laurie R. Santos (* 1975), US-amerikanische Kognitionswissenschaftlerin
- Leandro Santos (Badminton) (* 1971), brasilianischer Badmintonspieler
- Leandro Santos (Radsportler) (* 1987), brasilianischer Radsportler
- Leândro Messias dos Santos (* 1983), brasilianischer Fußballspieler
- Leicy Santos (* 1996), kolumbianische Fußballspielerin
- Léo Santos (Fußballspieler, 1994) (* 1994), brasilianischer Fußballspieler
- Leonardo Santos (Segler) (* 1977), brasilianischer Segler
- Leonardo dos Santos (* 1979), brasilianischer Volleyballspieler
- Leonardo Santos (Handballspieler) (Leonardo Felipe Sampaio Santos; * 1994), brasilianischer Handballspieler
- Leonardo Santos (Leichtathlet) (* 2002), brasilianischer Mittelstreckenläufer
- Léonardo Araújo dos Santos (Léo Santos; * 1996), brasilianischer Fußballspieler
- Leonardo de Deus Santos, bekannt als Dedê (* 1978), brasilianischer Fußballspieler
- Leonardo dos Santos Silva (Leonardo; * 1976), brasilianischer Fußballspieler
- Leonardo Bruno dos Santos Silva (* 1980), brasilianischer Fußballspieler, siehe China (Fußballspieler)
- Léonardo Rodrigues dos Santos (Léo Santos; * 1998), brasilianischer Fußballspieler
- Leonel de los Santos (* 1994), dominikanischer Boxer
- Letícia Santos (* 1994), brasilianische Fußballspielerin
- Lidia Santos, brasilianische Literaturwissenschaftlerin
- Lincoln Corrêa dos Santos (* 2000), brasilianischer Fußballspieler, siehe Lincoln (Fußballspieler, 2000)
- Longuinhos dos Santos, osttimoresischer Politiker
- Luan Santos (* 1999), brasilianischer Fußballspieler
- Luan Pereira dos Santos (* 1991), brasilianischer Fußballspieler
- Lucas dos Santos (Leichtathlet), brasilianischer Leichtathlet
- Lucas dos Santos Rocha da Silva (* 1991), brasilianischer Fußballspieler
- Lucas Pierre Santos Oliveira (* 1982), brasilianischer Fußballspieler
- Lucas Ribeiro dos Santos (* 1999), brasilianischer Fußballspieler, siehe Lucas Ribeiro (Fußballspieler, 1999)
- Lucélia Santos (* 1957), brasilianische Schauspielerin
- Lúcia dos Santos (1907–2005), portugiesische Nonne
- Luciana Santos (* 1965), brasilianische Politikerin
- Luciana dos Santos (* 1970), brasilianische Leichtathletin
- Luguelín Santos (1993), dominikanischer Leichtathlet
- Luis Santos (Politiker) (1924–2011), philippinischer Politiker
- Luís Santos (Schachspieler) (* 1955), portugiesischer Schachspieler
- Luis Santos (Baseballspieler) (* 1991), dominikanischer Baseballspieler
- Luís Santos (Fußballspieler) (* 2000), portugiesischer Fußballspieler
- Luís Santos (Schauspieler) (1908–2003), portugiesischer Schauspieler
- Luis dos Santos Luz (1909/1909–1989), brasilianischer Fußballspieler
- Luís Alberto Santos dos Santos (* 1983), brasilianischer Fußballspieler
- Luis Alfonso Santos Villeda (* 1936), honduranischer Ordensgeistlicher, Bischof von Santa Rosa de Copán
- Luis Ángel de los Santos (1925–2010), uruguayischer Radrennfahrer
- Luís Antônio dos Santos (1817–1891), brasilianischer Geistlicher, Erzbischof von São Salvador da Bahia
- Luis Carlos dos Santos Martins (* 1984), brasilianischer Fußballspieler, siehe Maranhão (Fußballspieler, 1984)
- Luís Cristóvão dos Santos (1916–1997), brasilianischer Schriftsteller
- Luis M. De los Santos (* 1993), uruguayischer Fußballspieler
- Luis Manuel Capoulas Santos (* 1951), portugiesischer Politiker
- Luis Martín-Santos (1924–1964), spanischer Schriftsteller und Psychiater
- Luís Otávio Santos (* 1972), brasilianischer Violinist und Dirigent
- Luíz Antônio dos Santos (1964–2021), brasilianischer Marathonläufer
- Luiz Eduardo dos Santos Gonzaga (* 1990), brasilianischer Fußballspieler
- Luiz Felipe Nascimento dos Santos (* 1993), brasilianischer Fußballspieler
- Luiz Henrique de Souza Santos (* 1982), portugiesisch-brasilianischer Fußballspieler
- Luíz Henrique Dias dos Santos (* 1992), brasilianischer Badmintonspieler
- Luiz Otávio Santos de Araújo (* 1990), brasilianischer Fußballspieler
- Lulu Santos (* 1953), brasilianischer Sänger, Gitarrist und Komponist

### M
- Maicon dos Santos (* 1981), brasilianischer Fußballspieler
- Maik Santos (* 1980), brasilianischer Handballspieler
- Maito Santos (* 1992), japanischer Fußballspieler
- Manoel Ferreira dos Santos Júnior (* 1967), brasilianischer Ordensgeistlicher, Bischof von Registro
- Manolo Alarcon de los Santos (* 1947), philippinischer Geistlicher, Bischof von Virac
- Manuel Santos (* 2005), deutscher Schauspieler
- Manuel dos Santos Fernandes (* 1974), französisch-kapverdischer Fußballspieler
- Manuel dos Santos Júnior (* 1939), brasilianischer Schwimmer
- Manuel dos Santos Machado (* 1933), portugiesischer Politiker
- Manuel dos Santos Rocha (1905–1983), portugiesischer Geistlicher, Erzbischof von Mitylene
- Manuel António dos Santos (Politiker) (* 1943), portugiesischer Politiker
- Manuel António Mendes dos Santos (* 1960), portugiesischer Geistlicher, Bischof von São Tomé und Príncipe
- Manuel Francisco dos Santos, bekannt als Garrincha (1933–1983), brasilianischer Fußballspieler
- Manuel Mendes da Conceição Santos (1876–1955), portugiesischer Geistlicher
- Marcelino dos Santos (1929–2020), mosambikanischer Politiker und Dichter
- Marcelo Santos (Fußballspieler, 1992) (* 1992), honduranischer Fußballspieler
- Marcelo Santos (Fußballspieler, 1994) (* 1994), brasilianischer Fußballspieler
- Márcio Santos (* 1969), brasilianischer Fußballspieler
- Marclei Santos (* 1989), brasilianischer Fußballspieler
- Marco Antonio dos Santos (* 1966), brasilianischer Fußballspieler
- Marcos Santos (Sänger), portugiesischer Sänger (Tenor)
- Marcos Santos (Leichtathlet) (* 2004), angolanischer Sprinter
- Marcos António Elias Santos (* 1983), brasilianischer Fußballspieler, siehe Marcos António (Fußballspieler, 1983)
- Marcos Antonio Nascimento Santos (* 1988), brasilianischer Fußballspieler, siehe Marcos Antônio (Fußballspieler, 1988)
- Marcos José dos Santos (* 1974), brasilianischer Geistlicher, römisch-katholischer Bischof von Cornélio Procópio
- Marcos Vicente dos Santos (* 1981), brasilianischer Fußballspieler, siehe Marquinhos (Fußballspieler, 1981)
- Mariléia dos Santos (* 1963), brasilianische Fußballspielerin
- Marílson dos Santos (* 1977), brasilianischer Langstreckenläufer
- Mário Santos (Diplomat, 1903) (1903–1990), brasilianischer Diplomat
- Mário Augusto Santos (* 1936), brasilianischer Diplomat
- Mário Sérgio Santos Costa (* 1990), brasilianischer Fußballspieler, siehe Marinho (Fußballspieler, 1990)
- Marlene Santos (* 1999), brasilianische Hürdenläuferin
- Marlon Santos (* 1995), brasilianischer Fußballspieler
- Mateus dos Santos Castro (* 1994), brasilianischer Fußballspieler
- Mateus Lucena dos Santos (Caramelo; 1994–2016), brasilianischer Fußballspieler
- Matías De los Santos (* 1992), uruguayischer Fußballspieler
- Matías Santos (* 1994), uruguayischer Fußballspieler
- Matthew Santos (* 1982), US-amerikanischer Sänger und Songwriter
- Maurício dos Santos Nascimento (* 1988), brasilianischer Fußballspieler, siehe Maurício (Fußballspieler, September 1988)
- Mauro dos Santos (Mauro Javier dos Santos; * 1989), argentinischer Fußballspieler
- Mauro Aparecido dos Santos (1954–2021), brasilianischer Geistlicher, Erzbischof von Cascavel
- Máximo Santos (1847–1889), uruguayischer Militär und Politiker
- Maxsuel dos Santos (* 2001), brasilianischer Sprinter
- Mayara dos Santos (* 1996), brasilianische Mittelstreckenläuferin
- Michael Santos (* 1993), uruguayischer Fußballspieler
- Miguel Santos (Politiker), portugiesischer Politiker (PSD)
- Miguel Santos (Fußballspieler) (Miguel José Oliveira Silva Santos; * 1994), portugiesischer Fußballtorwart
- Miguel de los Santos (* 1973), spanischer Leichtathlet
- Miguel Maia dos Santos (1962–2021), osttimoresischer Linguist und Hochschullehrer
- Milton Santos (Geograph) (Milton Almeida dos Santos; 1926–2001), brasilianischer Geograph
- Mílton Antônio dos Santos (* 1946), brasilianischer Ordensgeistlicher, Erzbischof von Cuiabá
- Milton Soares Gomes dos Santos (1916–1974), brasilianischer Komponist
- Moacir Santos (1926–2006), brasilianischer Arrangeur, Komponist und Musiker
- Moises dos Santos Cesar (* 1983), brasilianischer Volleyballspieler
- Mozart Santos Batista Júnior (* 1979), brasilianischer Fußballspieler

### N
- Natalino dos Santos Leitão (Kampfname Somotxo; † 1975), osttimoresischer Freiheitskämpfer, siehe Natalino Leitão
- Natalino dos Santos Nascimento (Kampfname 55; * 1969), osttimoresischer Politiker (CNRT)
- Natanael de Sousa Santos Júnior (* 1985), brasilianischer Fußballspieler, siehe Júnior Santos (Fußballspieler, 1985)
- Nelson dos Santos (* 1952), brasilianischer Sprinter
- Nelson Santos (Diplomat) (* 1968), osttimoresischer Diplomat
- Nelson Pereira dos Santos (1928–2018), brasilianischer Regisseur und Drehbuchautor
- Neto Nascimento dos Santos (* 1983), brasilianischer Fußballspieler
- Newton Dias dos Santos (1916–1989), brasilianischer Insektenkundler
- Nicholas Santos (* 1980), brasilianischer Schwimmer
- Nico Santos (Schauspieler) (* 1979), philippinischer Schauspieler
- Nico Santos (* 1993), deutsch-spanischer Singer-Songwriter und Schauspieler
- Nilceu Aparecido dos Santos (* 1977), brasilianischer Radrennfahrer
- Nílton Santos (1925–2013), brasilianischer Fußballspieler
- Nilton Gusmão dos Santos, osttimoresischer Unternehmer und Sportfunktionär
- Nivaldo dos Santos Ferreira (* 1967), brasilianischer Geistlicher, Weihbischof in Belo Horizonte
- Norberta da Cruz dos Santos (* 2001), osttimoresische Leichtathletin und Behindertensportlerin
- Nuno Santos (Fußballspieler, 1973) (Nuno Luís Costa Santos; * 1975), portugiesischer Fußballspieler
- Nuno Santos (Snookerspieler) (* 1977), portugiesischer Snookerspieler
- Nuno Santos (Fußballspieler, 1978) (Nuno Filipe Oliveira Santos; * 1978), portugiesischer Fußballspieler
- Nuno Santos (Fußballspieler, 1980) (Nuno Filipe Oliveira dos Santos; * 1980), portugiesischer Fußballspieler
- Nuno Santos (Badminton) (* 1981), portugiesischer Badmintonspieler
- Nuno Santos (Fußballspieler, 1995) (Nuno Miguel Gomes dos Santos; * 1995), portugiesischer Fußballspieler
- Nuno Santos (Fußballspieler, 1999) (Nuno Miguel Valente Santos; * 1999), portugiesischer Fußballspieler

### O
- Odair Miguel Gonsalves dos Santos (* 1965), brasilianischer römisch-katholischer Ordensgeistlicher, Weihbischof in Porto Alegre
- Oelilton Araújo dos Santos (* 1981), brasilianischer Fußballspieler
- Oliver Pellet Santos (* ≈1987), brasilianischer Jazzmusiker
- Orgando dos Santos, são-toméischer Fußballspieler
- Óscar de los Santos (* 1962), uruguayischer Politiker
- Oscar dos Santos Emboaba Júnior (* 1991), brasilianischer Fußballspieler, siehe Oscar (Fußballspieler, 1991)
- Óscar Pino Santos (1928–2004), kubanischer Diplomat
- Oséas Reis dos Santos (* 1971), brasilianischer Fußballspieler
- Osmar dos Santos (* 1968), brasilianischer Mittelstreckenläufer
- Otávio Henrique Passos Santos (* 1994), brasilianischer Fußballspieler, siehe Otávio (Fußballspieler, 1994)

### P
- Pablo Santos (1987–2006), mexikanischer Schauspieler
- Pablo Santos González (* 1984), spanischer Tennisspieler
- Pascoela dos Santos Pereira (* 1981), osttimoresische Tischtennisspielerin
- Pascoela Barreto Guterres dos Santos (* 1946), osttimoresische Freiheitsaktivistin und Diplomatin, siehe Pascoela Barreto
- Paula Silva dos Santos (* 1981), brasilianische Fußballspielerin
- Paulinho Santos (* 1970), portugiesischer Fußballspieler
- Paulo Pereira dos Santos (?–2022), osttimoresischer Komponist und Chorleiter
- Paulo André Saraiva dos Santos (* 2000), brasilianischer Tennisspieler
- Paulo Santos (Fußballspieler, 1960) (Paulo dos Santos; * 1960), brasilianischer Fußballspieler
- Paulo Santos (Fußballspieler, 1972) (* 1972), portugiesischer Fußballtorwart
- Paulo Santos Soares (* 1976), portugiesischer Fußballschiedsrichterassistent, siehe Paulo Soares
- Paulo Afonso Santos Júnior (* 1982), brasilianischer Fußballspieler
- Paulo Renato Rocha Santos (* 1933), brasilianischer Diplomat
- Paulo Sérgio Santos, brasilianischer Klarinettist
- Pedro dos Santos (Musiker) (1919–1993), brasilianischer Musiker
- Pedro Santos (Politiker), brasilianischer Politiker, Bürgermeister von Montes Claros
- Pedro Santos (Judoka) (* 1955), puerto-ricanischer Judoka
- Pedro Santos (Fußballspieler, 1976) (Pedro Jorge Santos dos Santos; * 1976), portugiesischer Fußballspieler
- Pedro dos Santos (Produzent), portugiesischer Filmproduzent und Regisseur
- Pedro Santos (Fußballspieler, 1988) (Pedro Miguel Martins Santos; * 1988), portugiesischer Fußballspieler
- Pedro Santos (Radsportler), chilenischer Radrennfahrer
- Pedro dos Santos (Freiheitskämpfer) (Latu Pere), osttimoresischer Freiheitskämpfer
- Pedro dos Santos Calçado (Pedrinho; * 1986), brasilianischer Fußballspieler
- Pedro Nuno Santos (* 1977), portugiesischer Politiker (PS)
- Pedro Paulo Santos Songco (1889–1965), philippinischer Geistlicher, Erzbischof von Caceres

### R
- Rafael Santos (Fußballspieler, 1942) (1942–2017), argentinischer Fußballspieler
- Rafael Santos (Leichtathlet) (Rafael Antonio Santos Cisneros; * 1944), salvadorianischer Sprinter
- Rafael Santos Correa, uruguayischer Fechter
- Rafael Santos de Sousa (* 1998), brasilianischer Fußballspieler
- Rafael Corporan De Los Santos (1937–2012), dominikanischer Fernsehproduzent und Politiker
- Rafael da Silva Santos (* 1979), brasilianischer Fußballspieler, siehe Rafael (Fußballspieler, 1979)
- Rafael Silva dos Santos (* 1990), brasilianischer Fußballspieler, siehe Rafael Silva (Fußballspieler, 1990)
- Ramires Santos do Nascimento (* 1987), brasilianischer Fußballspieler, siehe Ramires
- Raul Santos (* 1992), österreichischer Handballspieler
- Ravanelli Ferreira dos Santos (* 1997), brasilianischer Fußballspieler
- Ray Santos (1928–2019), US-amerikanischer Arrangeur, Komponist und Musikproduzent
- Renan dos Santos (* 1989), brasilianischer Fußballspieler
- Renan dos Santos Paixão (* 1996), brasilianischer Fußballspieler
- Renato Augusto Santos Júnior (* 1992), brasilianischer Fußballspieler, siehe Renato Augusto (Fußballspieler, 1992)
- Ricardo Santos, Pseudonym von Werner Müller (Komponist) (1920–1998), deutscher Autor, Komponist, Arrangeur und Orchesterleiter
- Ricardo Santos (Beachvolleyballspieler) (* 1975), brasilianischer Beachvolleyballspieler
- Ricardo Santos (Windsurfer, 1980) (Ricardo Winicki Santos, Bimba; * 1980), brasilianischer Windsurfer
- Ricardo Santos (Golfspieler) (* 1982), portugiesischer Golfspieler
- Ricardo Santos (Fußballspieler) (* 1987), brasilianischer Fußballspieler
- Ricardo dos Santos (Windsurfer, 1990) (1990–2015), brasilianischer Windsurfer
- Ricardo dos Santos (Leichtathlet) (* 1994), portugiesischer Leichtathlet
- Ricardo Alexandre dos Santos (Ricardinho; * 1976), brasilianischer Fußballspieler
- Ricardo Serrão Santos (* 1954), portugiesischer Meeresbiologe und Politiker
- Roberta dos Santos (* 1998), brasilianische Siebenkämpferin
- Roberto Figueira Santos (1926–2021), brasilianischer Politiker
- Robson dos Santos Fernandes (* 1991), brasilianischer Fußballspieler
- Rodrigo Santos (Musiker) (Rodrigo Luiz de Castro Santos; * 1964), brasilianischer Musiker, Sänger und Komponist
- Rodrigo Santos (Manager) (* 1973), brasilianischer Industriemanager
- Rodrigo Santos (Eishockeyspieler), brasilianischer Eishockeyspieler
- Rodrigo Santos (Leichtathlet), brasilianischer Hochspringer
- Rodrigo Dos Santos (* 1993), uruguayischer Fußballspieler
- Rodrigo José Lima dos Santos (Lima; * 1983), brasilianischer Fußballspieler
- Rolando Santos (* 1949), philippinischer Ordensgeistlicher, Bischof von Alotau-Sideia
- Romeo Santos (* 1981), US-amerikanischer Latin-Pop-Sänger
- Rômulo dos Santos de Souza (* 1995), brasilianischer Fußballspieler, siehe Rômulo (Fußballspieler, 1995)
- Ronieli Gomes dos Santos (* 1991), brasilianischer Fußballspieler
- Roniéliton Pereira Santos (Roni; * 1977), brasilianischer Fußballspieler
- Rosalina Santos (* 1998), portugiesische Sprinterin
- Rosângela Santos (* 1990), brasilianische Sprinterin
- Rubenilson dos Santos da Rocha (* 1987), brasilianischer Fußballspieler
- Rubens da Silva Santos (1918–1996), brasilianischer Paläontologe
- Rufino Jiao Santos (1908–1973), philippinischer Geistlicher, Erzbischof von Manila
- Rui Santos (Bogenschütze) (* 1967), portugiesischer Bogenschütze
- Rui dos Santos (Sänger), Sänger (Bariton)
- Rui Baltazar dos Santos Alves (1933–2024), mosambikanischer Politiker und Jurist
- Rui Pereira dos Santos (* 1969), osttimoresischer Jurist und Menschenrechtler
- Rui Quartin Santos, portugiesischer Diplomat
- Ruperto Cruz Santos (* 1957), philippinischer Geistlicher, Bischof von Antipolo

### S
- Samuel Santos López (* 1938), nicaraguanischer Politiker
- Sandro Santos (1976/1977–2010), brasilianischer Fechter
- Sandro Cardoso dos Santos (* 1980), brasilianischer Fußballspieler
- Sérgio Santos (Sänger) (* 1956), brasilianischer Sänger
- Sérgio Santos (Volleyballspieler) (* 1975), brasilianischer Volleyballspieler
- Sergio Santos (Baseballspieler) (* 1983), US-amerikanischer Baseballspieler
- Sergio Santos (Fußballspieler, 1994) (Sergio Henrique Santos Gomes; * 1994), brasilianischer Fußballspieler
- Sergio Santos (Fußballspieler, 2001) (Sergio Santos Fernández; * 2001), spanischer Fußballspieler
- Sidnei dos Santos Júnior (Sidão; * 1982), brasilianischer Volleyballspieler
- Sidney Santos di Brito (Sidney; * 1979), brasilianischer Fußballspieler
- Sidney Cristiano dos Santos (Tita; * 1981), brasilianischer Fußballspieler
- Silas dos Santos Brindeiro (1987–2018), brasilianischer Fußballspieler
- Silvio Santos (1930–2024), brasilianischer Medienunternehmer
- Sisto dos Santos (1979–2023), osttimoresischer Menschenrechtsaktivist
- Stella Piteira Santos (1917–2009), portugiesische Kommunistin
- Susana Santos (* 1992), portugiesische Langstreckenläuferin
- Susana Santos Silva (* 1979), portugiesische Jazzmusikerin

### T
- Tarcísio Nascentes dos Santos (* 1954), brasilianischer Geistlicher, Bischof von Duque de Caxias
- Telma Santos (* 1983), portugiesische Badmintonspielerin
- Theotônio dos Santos (1936–2018), brasilianischer Soziologe und Wirtschaftswissenschaftler
- Thiago dos Santos (Arachnologe), Arachnologe
- Thiago Santos (Handballspieler, 1984) (* 1984), Handballspieler
- Thiago Santos (Kampfsportler, 1984) (Thiago Santos de Lima; * 1984), brasilianischer Kampfsportler
- Thiago Santos (Kampfsportler, 1986) (* 1986), brasilianischer Kampfsportler
- Thiago Santos (Handballspieler, 1987), brasilianischer Handballspieler
- Thiago Santos (Fußballspieler, 1989) (* 1989), brasilianischer Fußballspieler
- Thiago dos Santos (Fußballspieler, 1990) (* 1990), brasilianischer Fußballspieler
- Thiago Santos Barbosa (* 1982), brasilianischer Beachvolleyballspieler
- Thiago dos Santos Ferreira (* 1984), brasilianischer Fußballspieler
- Thiago Santos Santana (* 1993), brasilianischer Fußballspieler
- Thiago de Jesús Santos (* 1988), brasilianischer Fußballspieler
- Thiago de Jesús dos Santos (* 1992), brasilianischer Fußballspieler
- Thiago Ferreira dos Santos (* 1987), brasilianischer Fußballspieler
- Thiago Machado dos Santos (1976–2005), brasilianischer Triathlet
- Thiago Nascimento dos Santos (* 1995), brasilianischer Fußballspieler
- Thiago Ornelas dos Santos (* 2004), brasilianischer Hürdenläufer
- Thomas Santos (* 1998), dänischer Fußballspieler
- Tiago Santos (* 2002), portugiesischer Fußballspieler
- Turibio Santos (* 1943), brasilianischer Gitarrist

### U
- Ulisses dos Santos (1929–2021), brasilianischer Leichtathlet

### V
- Valdemir Ferreira dos Santos (* 1960), brasilianischer Geistlicher, Bischof von Penedo
- Valdemir Vicente Andrade Santos (* 1973), brasilianischer Geistlicher, Bischof von Juazeiro
- Valdilene dos Santos Silva (* 1991), brasilianische Leichtathletin
- Vera Santos (* 1981), portugiesische Leichtathletin
- Victor Santos (* 1997), brasilianischer Skilangläufer
- Vinícius Santos, brasilianischer Fußballspieler
- Vital dos Santos (* 1965), osttimoresischer Politiker
- Vitor Hugo dos Santos (* 1996), brasilianischer Leichtathlet

### W
- Wagner Ferreira dos Santos (* 1985), brasilianischer Fußballspieler
- Wallace Santos (Leichtathlet) (* 1984), brasilianischer Kugelstoßer
- Wallace Fortuna dos Santos (* 1994), brasilianischer Fußballspieler
- Wallace Oliveira dos Santos (* 1994), brasilianischer Fußballspieler
- Walter Santos (* 1982), brasilianischer Judoka
- Wanda dos Santos (1932–2025), brasilianische Leichtathletin
- Wanderley dos Santos Monteiro Júnior (Wanderley; * 1988), brasilianischer Fußballspieler
- Warley do Silva Santos (* 1979), brasilianischer Fußballspieler
- Washington César Santos (1960–2014), brasilianischer Fußballspieler
- Washington Luiz Pereira dos Santos (* 1975), brasilianischer Fußballspieler
- Weldon Santos de Andrade (* 1980), brasilianischer Fußballspieler
- Welington Wildy Muniz dos Santos (* 1991), brasilianischer Fußballspieler, siehe França (Fußballspieler, 1991)
- Wellington Rocha dos Santos (* 1990), brasilianischer Fußballspieler
- Welwitschia dos Santos (* 1978), angolanische Unternehmerin und Politikerin
- Willians dos Santos Santana (* 1988), brasilianischer Fußballspieler
- Wladimir Rodrigues dos Santos (* 1954), brasilianischer Fußballspieler

### Y
- Yogan Santos (* 1985), gibraltarischer Fußballspieler
- Yago dos Santos (* 1999), brasilianischer Basketballspieler